# Isonoe (astronomia)
Isonoe (dal greco Ισονοη), o Giove XXVI, è un satellite naturale irregolare di Giove.

## Scoperta
È stato scoperto nell'anno 2000 da una squadra di astronomi dell'Università delle Hawaii guidati da Scott S. Sheppard e ha ricevuto la designazione provvisoria di S/2000 J 6.

## Denominazione
La denominazione ufficiale è stata assegnata il 22 ottobre 2002 attribuendogli il nome di Isonoe, che nella mitologia greca era una delle Danaidi, figlie di Danao (fondatore di Argo), e amata di Zeus.

## Caratteristiche fisiche
È caratterizzato da un movimento retrogrado ed appartiene al gruppo di Carme, composto da lune retrograde irregolari che orbitano attorno a Giove ad una distanza fra 23 e 24 Gm, con una inclinazione di circa 165°.
Ha un diametro di 4 km e orbita attorno a Giove in 688,1 giorni, a una distanza media di 23.833.000 km, con un'inclinazione di 166° rispetto all'eclittica (169° rispetto al piano equatoriale di Giove) e con un'eccentricità di 0.166.